# Mats Berglund (politiker)
Mats Henrik Gösta Berglund, född 4 mars 1970 i Sollentuna, Stockholms län, är en svensk politiker (miljöpartist), historiker och forskare. Han var riksdagsledamot (tjänstgörande ersättare) 23 januari 2019–30 november 2021 för Stockholms kommuns valkrets.
Berglund var tjänstgörande ersättare i riksdagen för Maria Ferm under perioden 23 januari 2019–30 november 2021. I riksdagen var han ledamot i socialförsäkringsutskottet 2019–2021. Han var även suppleant i bland annat EU-nämnden, kulturutskottet och utbildningsutskottet samt revisorssuppleant i Systembolaget AB 2019–2020.